# MyISAM
A MyISAM volt a MySQL relációsadatbázis-kezelő rendszer alapértelmezett tárolási motorja az 5.5-ös verzió előtt. A régebbi ISAM kódon alapul, de sok hasznos kiterjesztése van. A MyISAM fő jellemzője, hogy hiányzik belőle a tranzakciók támogatása. A MySQL 5.5-ös verziótól váltott az InnoDB motorra, hogy biztosítsa a  referencia integritás megszorítások, és a magasabb szintű párhuzamosságot.
Minden MyISAM tábla tárolása három fájlban a lemezen történik. A fájlok neve a táblák nevével kezdődik és kiterjesztése mutatja meg a fájl típusát. A MySQL .frm fájlt használ a tábla definíció tárolására, de ez a fájl nem része a MyISAM motornak; e helyett része szervernek. Az adatfájl kiterjesztése .MYD (MYData). Az index fájlnak .MYI (MYIndex) a kiterjesztése.

## Külső hivatkozások
- MySQL dokumentáció a MyISAM tárolási motorról
- MyISAM nyitott fájlok korlátja és tábla cache probléma magyarázata
- Cikk a MyISAM használatakor fellépő problémákról

## Fordítás
Ez a szócikk részben vagy egészben  a   MyISAM című angol Wikipédia-szócikk ezen változatának fordításán alapul.  Az eredeti cikk szerkesztőit annak laptörténete sorolja fel. Ez a jelzés csupán a megfogalmazás eredetét és a szerzői jogokat jelzi, nem szolgál a cikkben szereplő információk forrásmegjelöléseként.